# The Colleen Bawn (film 1911 Mervale)
The Colleen Bawn è un cortometraggio muto del 1911 diretto da Gaston Mervale e interpretato dalla sedicenne Louise Carbasse che nel 1911 aveva la stessa età della vera protagonista della vicenda: l'attrice qui è alla sua terza apparizione sugli schermi.
Il film uscì in sala il 28 dicembre 1911 a Sydney. Quell'anno, in Irlanda, venne girata un'altra versione tratta dal lavoro teatrale di Dion Boucicault, The Colleen Bawn con protagonista Gene Gauntier, pellicola prodotta dalla statunitense Kalem e distribuita nelle sale in ottobre.
La storia è tratta da una vicenda vera, quella dell'assassinio della sedicenne Ellen Hanley da parte del marito John Scanlan, aiutato dal domestico Stephan Sullivan.
Il delitto, avvenuta nel 1819 a Moneypoint (Kilrush), provocò grande impressione. I due assassini vennero condannati all'impiccagione.
La storia venne ripresa con racconti, romanzi, drammi teatrali, tra cui quello di Dion Boucicault, dove Ellen viene chiamata con il nome fittizio di Colleen Bawn.

## Trama
Una giovane viene trovata morta: è stata uccisa dal marito poco dopo il matrimonio.

## Produzione
Il cortometraggio fu prodotto dall'Australian Life Biograph Company. La compagnia restò attiva nel 1911 e nel 1912. Fallì nel maggio 1912, inglobata dall'australiana Universal Pictures.

## Distribuzione
Fu presentato in prima all'Alhambra Theatre di Sydney il 28 dicembre 1911. Il film viene considerato presumibilmente perduto.